# A budapesti Katona József Színház 2011/2012-es színházi évadja

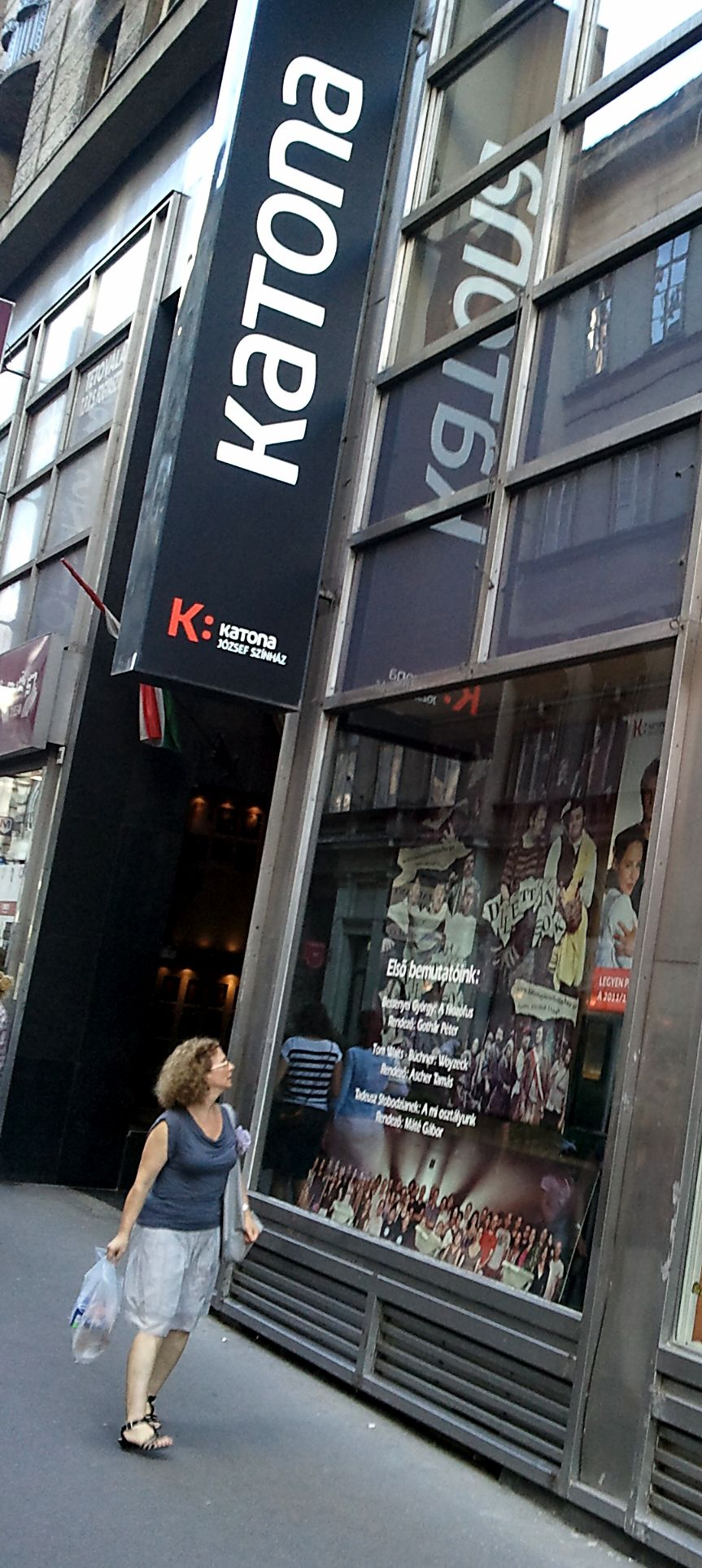
"Új cégér" – új arculat

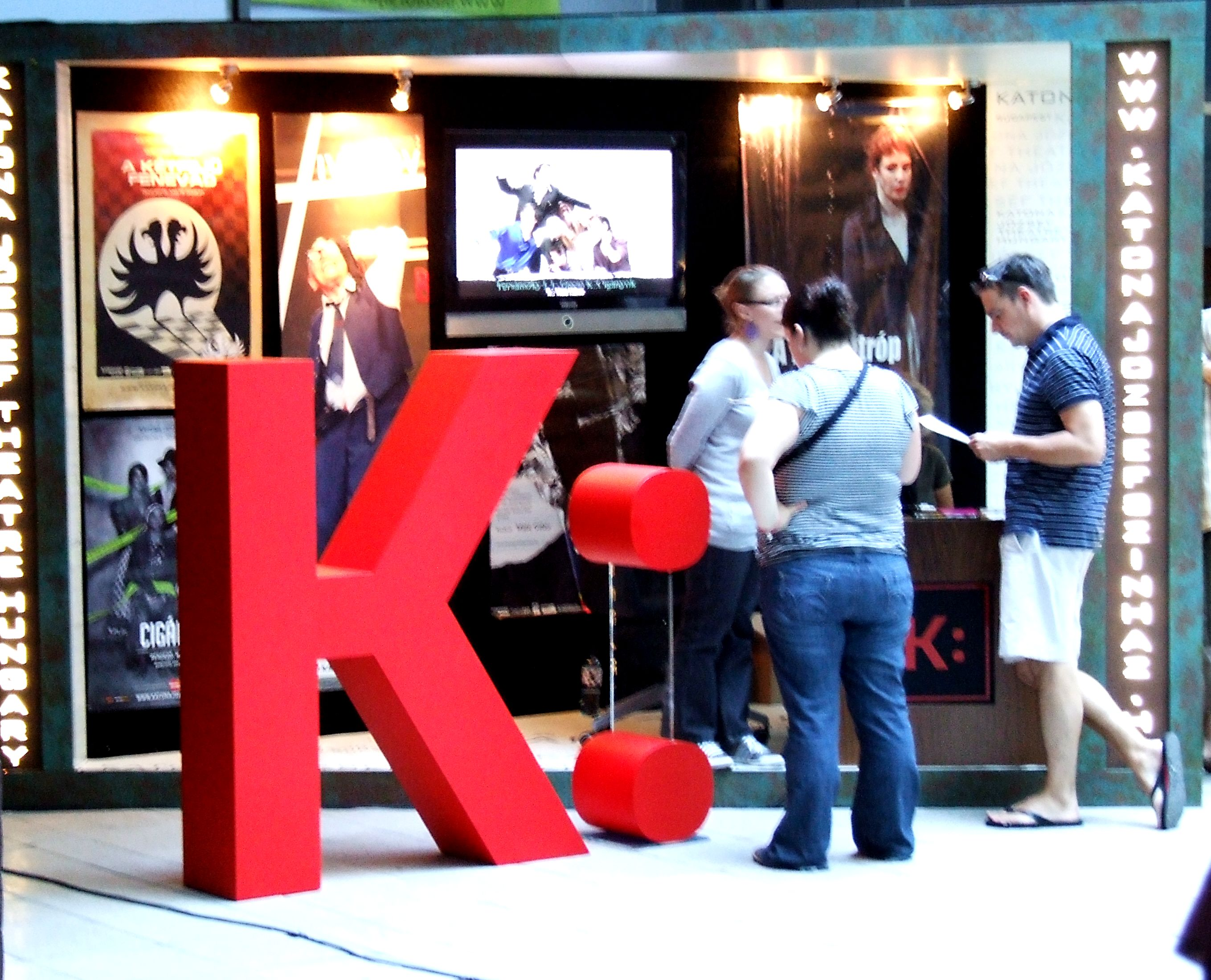
2011. szeptember
Új arculattal a "Királyi Vásáron"

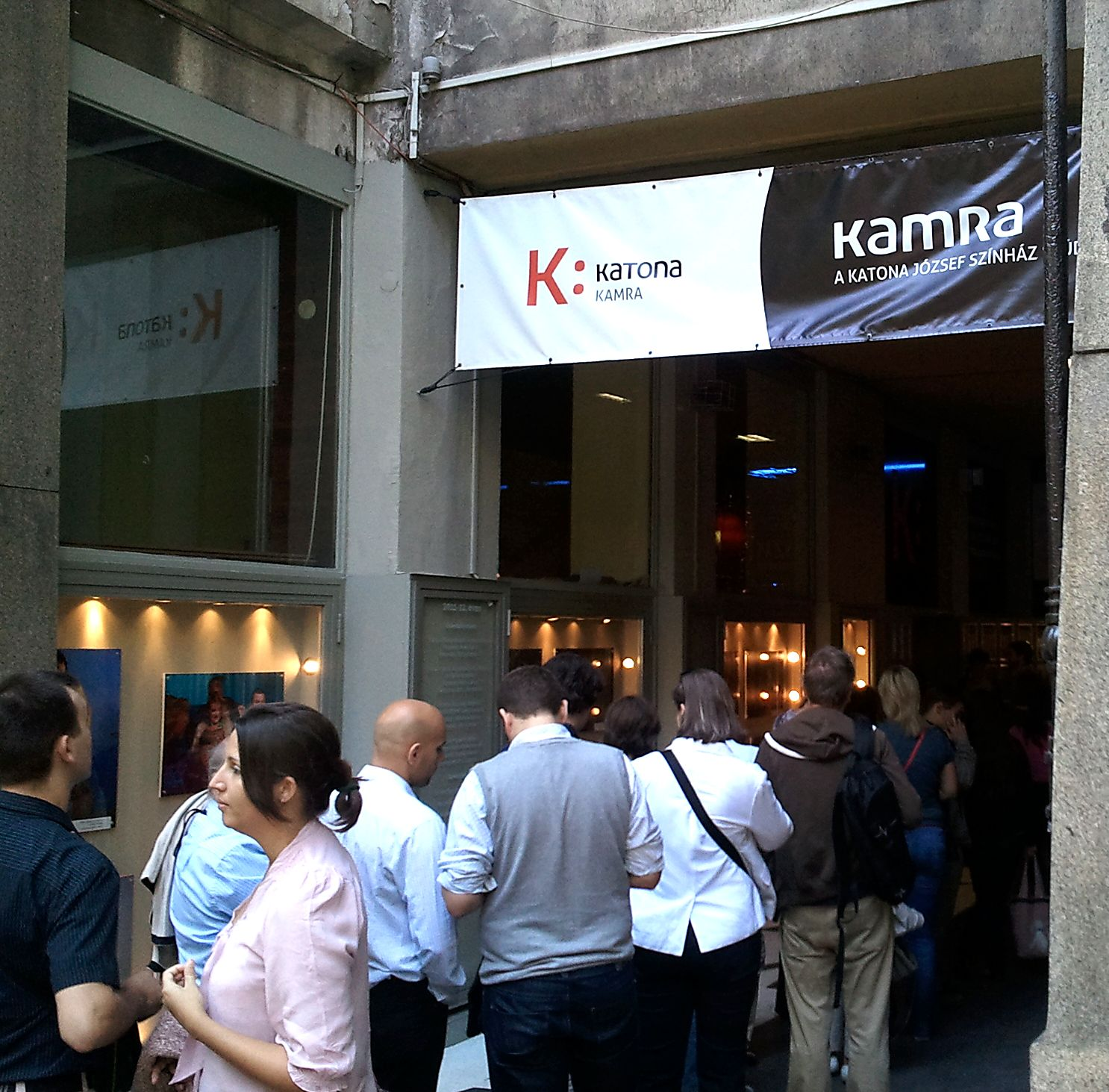
2011. szeptember 24.
Nyílt próbára várva

A Budapesti Katona József Színház 2011/2012-es évadja. A teátrum szócikkéhez kapcsolódó fejezet.
Az évadnyitó társulati ülés időpontja: augusztus 22. Ekkor osztották ki a Vastaps Alapítvány díjait. Részletesen lásd: A budapesti Katona József Színház 2010/2011-es színházi évadja.
Ezen az eseményen adta át Papp Zoltán -a "Katona" egykori alapító tagja- Bán Jánosnak az Ivánka Csaba-díjat.
A társulat megújuló arculattal, fogadó térrel, számos új kezdeményezéssel várja nézőit. Tizenegy új bemutató mellett, huszonegy további darab szerepel a repertoáron.
1982-ben, a színházalapítás évében -a magyar színházak között elsőként- bevezetett párttoló tagsági rendszert megújítva próbálja korszerűsíteni kapcsolatát a közönséggel.

## A társulat tagjai
- Ascher Tamás főrendező
- Bán János
- Bezerédi Zoltán
- Bodnár Erika
- Bozsik Yvette koreográfus, rendező
- Dankó István
- Elek Ferenc
- Fekete Ernő
- Fullajtár Andrea
- Gothár Péter rendező
- Haumann Péter
- Jordán Adél
- Keresztes Tamás
- Kocsis Gergely
- Kovács Lehel
- Kun Vilmos
- Lengyel Ferenc
- Mattyasovszky Bence ügyvezető igazgató
- Máté Gábor igazgató, színész, rendező
- Máthé Erzsi
- Mészáros Béla
- Nagy Ervin
- Olsavszky Éva
- Ónodi Eszter
- Ötvös András
- Pálmai Anna
- Pelsőczy Réka
- Radnai Annamária dramaturg
- Rajkai Zoltán
- Rezes Judit
- Sáry László zenei vezető
- Szacsvay László
- Szirtes Ági
- Takátsy Péter
- Tenki Réka
- Tóth Anita
- Török Tamara dramaturg
- Ujlaki Dénes
- Vajdai Vilmos
- Zsámbéki Gábor rendező

## Bemutatók
"Katona"
- Bessenyei György: A filozófus. Bemutató: 2011. október 8. Rendező: Gothár Péter. A színlap
- Büchner-Tom Waits: Woyzeck. Bemutató: 2011. november 4. Rendező: Ascher Tamás A színlap
- Gorkij: Kispolgárok. Bemutató: 2012. január 20. Rendező: Zsámbéki Gábor. A színlap
- Musik, musik, musik. A Művészetek Palotájával közös produkció. Bemutatója 2012 március 20. Rendező: Pelsőczy Réka. A színlap
- Anamnesis. A Sputnyik Társulattal közös előadás. Bemutató: 2012. április 28. Rendező: Bodó Viktor. A színlap

Kamra
- Tadeusz Słobodzianek: A mi osztályunk. Bemutató: 2011. október 7. Rendező: Máté Gábor. A színlap
- Darvasi László: Az utolsó tíz év, Bajor Gizi. Bemutató: 2011. november 2. Rendező: Máté Gábor. A színlap
- Helmut Krausser: Bőrpofa – a VRRRRRÜMM láncfűrésszel. Bemutató: 2012. január 7. Rendező: Dömötör András. A színlap
- Mosonyi Alíz: Magyar mesék. Felolvasó színház; előadó: Bodnár Erika, Tervezett bemutató: 2012. Március 12. A színlap
- Virágos Magyarországért – Új magyar operett. Bemutató: 2012. április 27. Rendező: Kovács Dániel. A színlap
- Áll a bál – Irodalmi est. Közreműködők: Bodnár Erika, Borbély Alexandra, Fullajtár Andrea, Máthé Erzsi, Pálmai Anna és Pálos Hanna. Tervezett bemutató: 2012. május 31.

Sufni
- A Gondnokság – színházi sitcom. Bemutató: 2011. október 30. Rendező: Dömötör András-Kovács Dániel. A színlap
- Lószúnyog.Gorkij, Az áruló című műve alapján, színpadra alkalmazta és játssza: Lengyel Ferenc. Bemutató: 2011. december 3. A színlap
- Hullám és gumikötél – Szabó Lőrinc est, szerkesztette és előadja: Kiss Eszter. Bemutató: 2012. május 19.

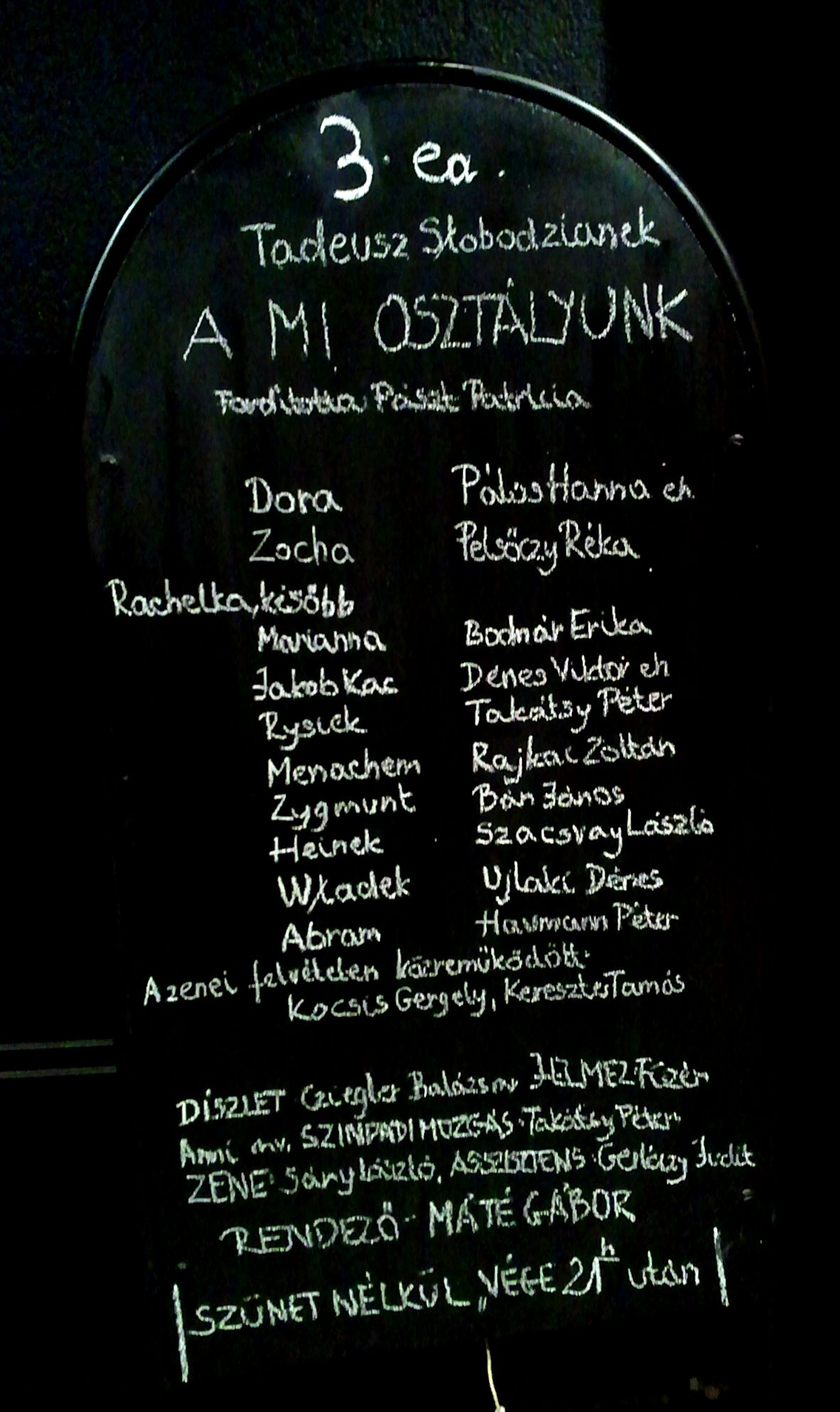
2011. október 8.
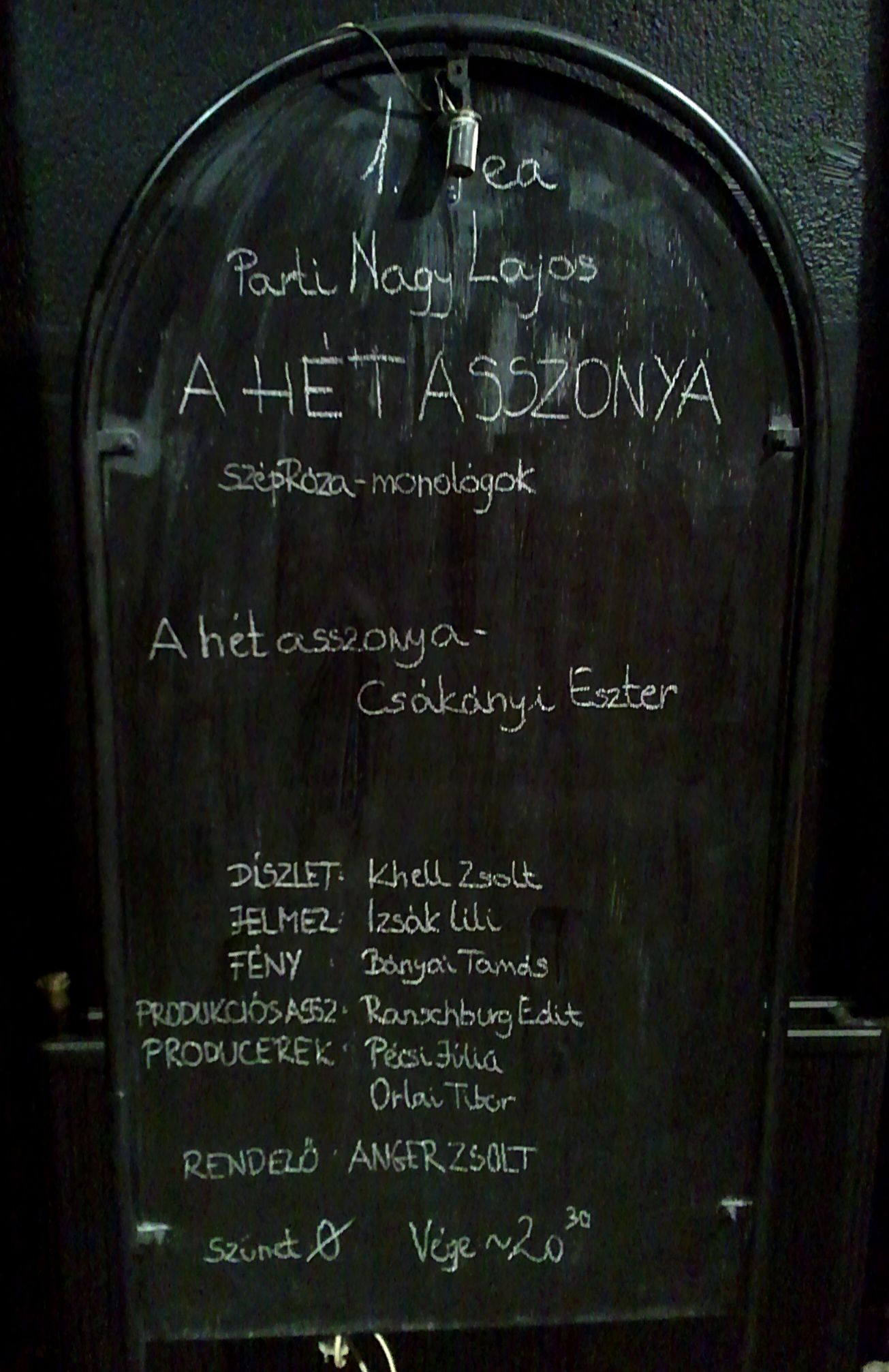
2011. október 20.
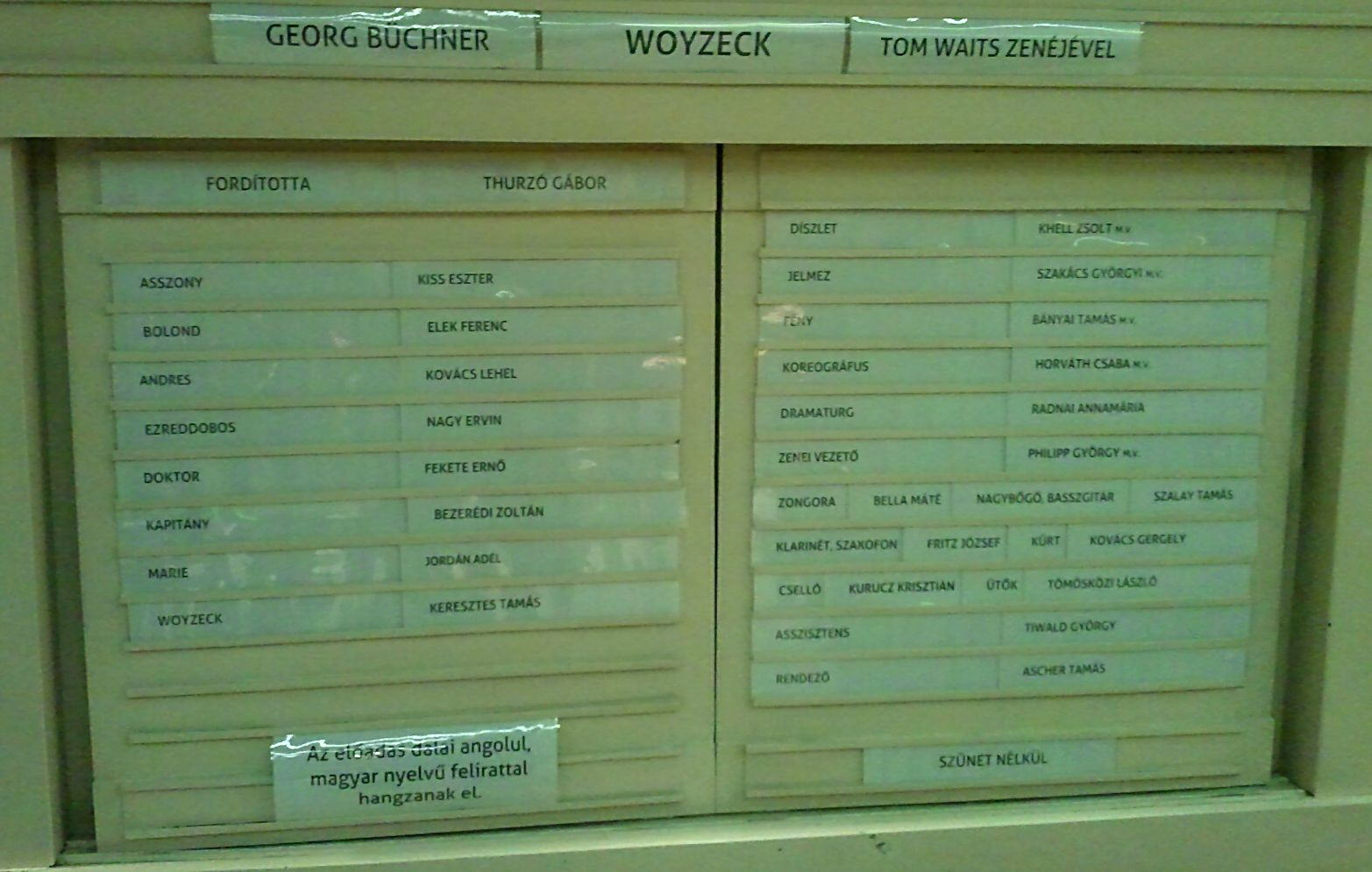
2011. november 5.
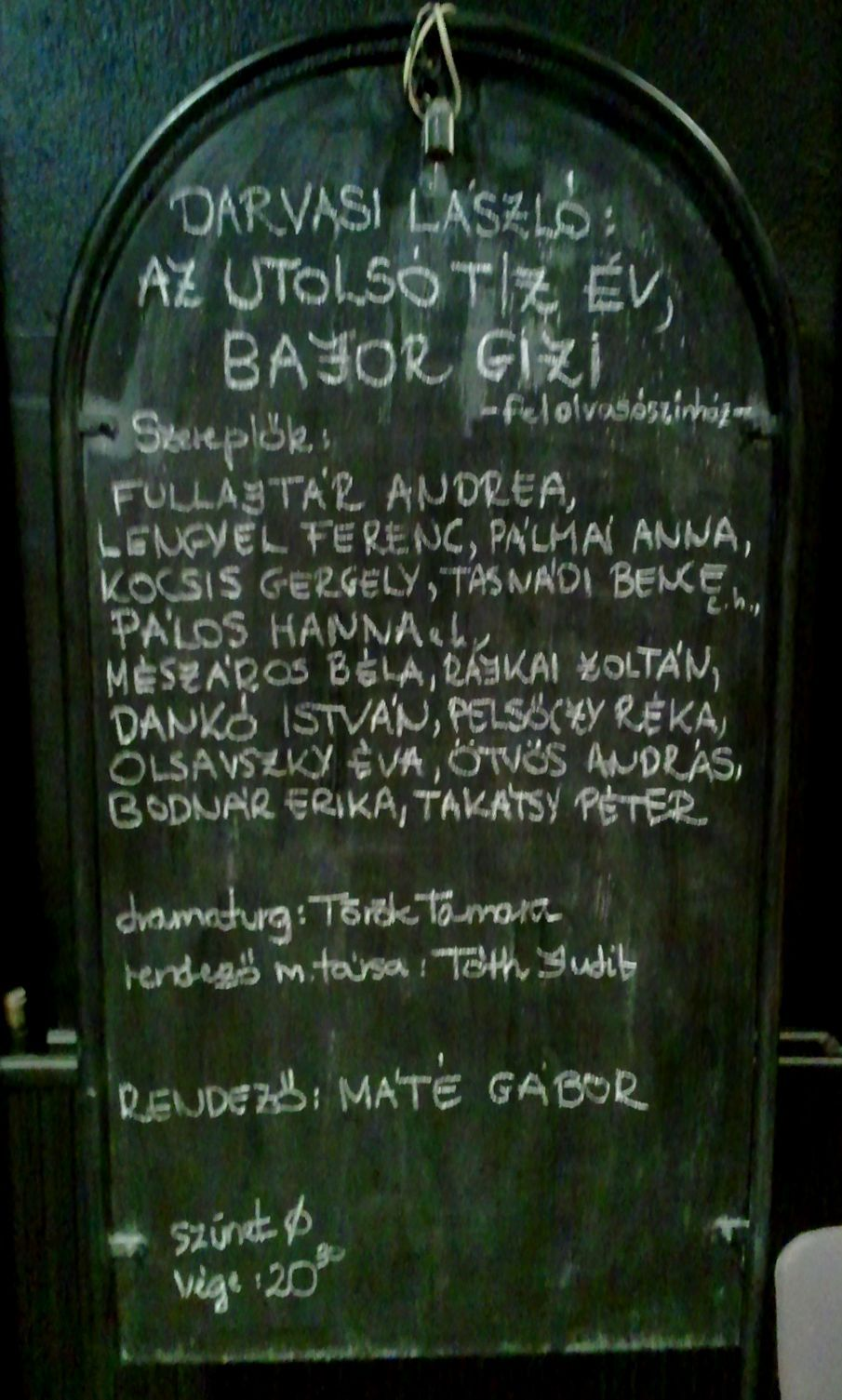
2012. január 10.
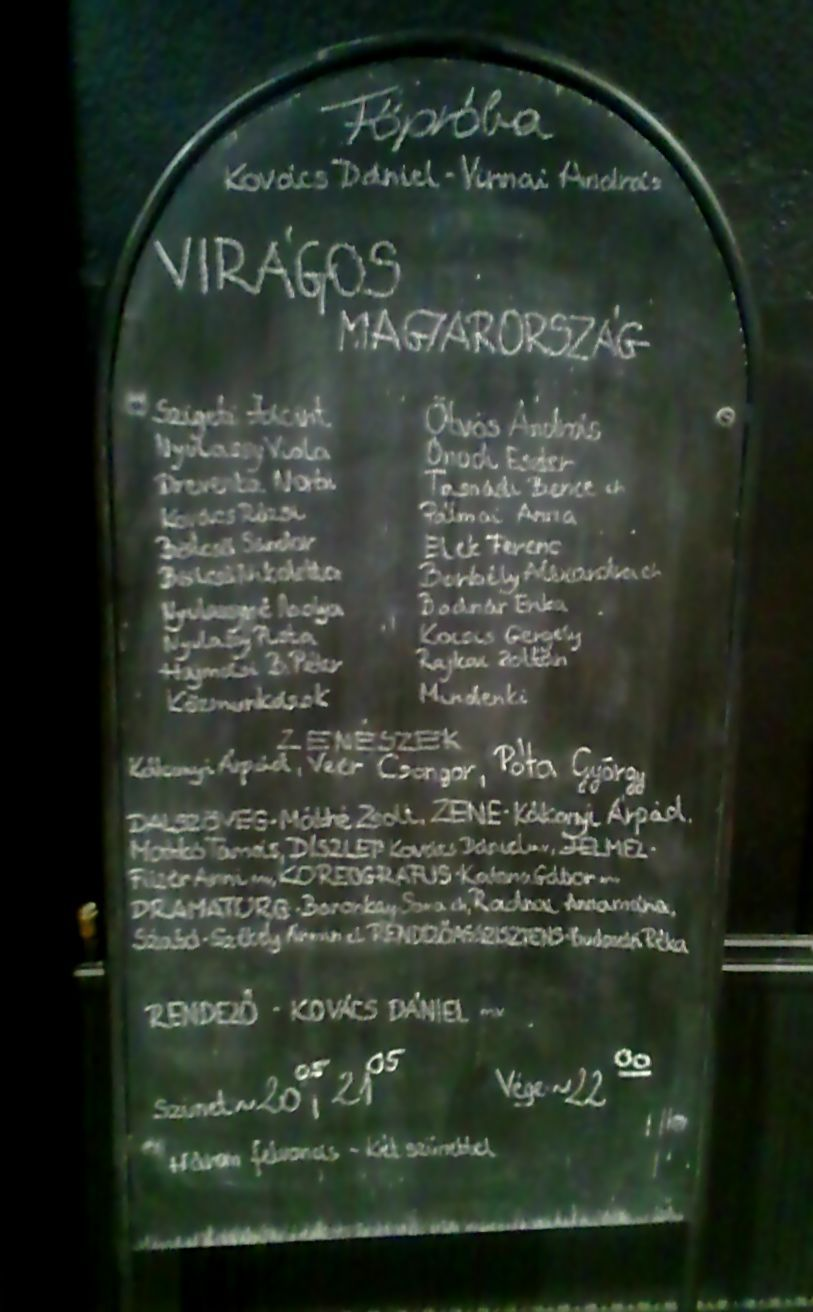
2012. április 25.

## További repertoár darabok
| - Elnöknők: Bemutató időpontja: Kamra 1996. május 18. Színlap: - Portugál: Bemutató időpontja: Kamra 1998. október 18. Színlap: Bese szerepét Dévai Balázs, Hajduk Károly után -az új évadtól- Keresztes Tamás alakítja. - Top Dogs: Bemutató időpontja: Kamra 2002. április 20. Színlap: Változás a bemutató óta: Anna szerepében, Bertalan Ágnes helyén vendégként, Tóth Ildikó - Koccanás Bemutató: 2004. január 4. Színlap. Hajdúk Károly szerepét Kocsis Gergely vette át. - Ivanov Bemutató: 2004. március 27. Színlap: - Ledarálnakeltűntem Bemutató: 2005. január 28. Színlap: - Mi ez a hang? (Dzsesztetés) Bemutató: A38 Hajó, 2007. június 18. Színlap: - Lány, kertben. Bemutató: 2009. február 13. Színlap: - A hős és a csokoládékatona Bemutató: 2009. április 24. Színlap: - Pedro Calderón de la Barca: Az élet álom Bemutató: 2010. Január 30. Rendező: Kovács Dániel eh. Színlap: - Weöres Sándor: A kétfejű fenevad. Bemutató: 2010. február 21. Rendező: Máté Gábor. Színlap:. Hajduk Kárply szerepét Ötvös András veszi át. - Mennyekbe vágtató prolibusz. Fekete Ernő Weöres Sándor estje. Bemutató: 2010. március 10. - Pierre de Marivaux: A szerelem diadala. Bemutató 2010. április 23. Rendező: Ascher Tamás Színlap: | - Tersánszky Józsi Jenő-Grecsó Krisztián: Cigányok. Bemutató: 2010. október 15. Rendező: Máthé Gábor Színlap - Platón: Szókratész védőbeszéde Színlap - Dorota Maslowska: Két lengyelül beszélő szegény román. Bemutató: 2010. október 14. Rendező: Kovács Dániel e.h. Színlap - Roland Schimmelpfennig: Golden Dragon. Bemutató: 2010. október 30. Rendező: Gothár Péter Színlap - Csalog Zsolt: Csendet akarok. Bemutató: 2010. december 19. Rendező: Zsámbéki Gábor - Molière: A mizantróp. Bemutató: 2011. január 28. Rendező: Zsámbéki Gábor Színlap - Nádas Péter: Szirénének. Bemutató: 2011. január 29. Rendező: Dömötör András m.v. Színlap - Torsten Buchsteiner: Nordost. Bemutató: 2011. április 28. Rendező: Forgács Péter m.v. Színlap - Flaubert-Forgách András: Dilettánsok. Rendező: Ascher Tamás, Bemutató: 2011. április 29. Színlap |

## A bemutatók vendégművészei és egyetemista közreműködői, alkotói
- A mi osztályunk
  - Pálos Hanna és Dénes Viktor (egyetemi hallgatók, TEVA ösztöndíjasok[1])
  - Cziegler Balázs (díszlet)
  - Füzér Anni (jelmez)
- A filozófus
  - Tasnádi Bence, Kulcsár Viktória, Borbély Alexandra (egyetemi hallgatók, TEVA ösztöndíjasok)
  - Izsák Lili (jelmeztervező)
  - Morcsányi Géza (dramaturg)
- Az utolsó tíz év, Bajor Gizi
  - Tasnádi Bence, Pálos Hanna (egyetemi hallgatók, TEVA ösztöndíjasok)
- Woyzeck
  - Khell Zsolt (díszlet)
  - Szakács Györgyi (jelmez)
  - Horváth Csaba (koreográfia)
  - Bányai Tamás (világítás)
  - Philipp György (zenei vezető)
- Bőrpofa – a VRRRRRÜMM láncfűrésszel
  - Dömötör András (rendező)
  - Borbély Alexandra (egyetemi hallgató, TEVA ösztöndíjas)
  - Horgas Péter (díszlet)
  - Bujdosó Nóra (jelmez)
  - Várady Zsuzsa (dramaturg)
- Kispolgárok
  - Bagossy Levente (díszlet)
  - Szakács Györgyi (jelmez)

## Külföldi vendégszereplések
- Olsztyn: Ledarálnakeltűntem
- Washington: Cigányok
- Brno: Ledaráltakeltűntem

## Jubiláló előadások
- 2012. február 26. Szirénének 25. előadás
- 2012. február 27. A hős és a csokoládékatona 75. előadás

## Búcsúzó repertoárdarabok
- Golden Dragon 2011. november 19.
- Az élet álom 2011. december 16.
- Mi ez a hang? (Dzsesztetés) 2011. december 28.
- Két lengyelül beszélő szegény román 2012. január 25.
- Az utolsó tíz év, Bajor Gizi 2012. február 16.
- Dilettánsok 2012. április 4.
- Ivanov 2012. április 18. (Utolsó budapesti előadás)
- Lány, kertben 2012. május 13.
- Szirénének 2012. május 18.
- A kétfejű fenevad 2012. május 23.

## Vendégszereplések a "Katonában"
- Craiovai Nemzeti Színház
  - Görgey Gábor: Komámasszony hol a stukker?
  - Leonida naccsás úr és a reakció
- Parti Nagy Lajos: A hét asszonya. Sorsmonológok, Csákányi Eszter előadásában[2]
- „Most kényszerítlek, válaszolj” – Pilinszky est. A produkció weboldala
- Kicsi nyuszi hopp, hopp A Manna produkció weboldala
- Mese a fabánról A produkció weboldala[halott link]
- PARA-FRÁZIS A TÁP Színház és Manna előadása

## Hatvan perc
Veiszer Alinda beszélgetései:
- Elek Ferenc [3]
- Máthé Erzsi

## Díjak
- Színikritikusok Díja (2010/2011-jelölés)
  - Legjobb előadás; legjobb rendezés: Zsámbéki Gábor (Mizantróp)
  - Legjobb férfi főszereplő: Fekete Ernő (Mizantróp)
  - Legjobb női főszereplő: Fullajtár Andrea (Nordost)
  - Legjobb női mellékszereplő: Szirtes Ági (Cigányok)
  - Legjobb gyermek- és ifjúsági előadás: Pelsőczy Réka (Vaskakas Bábszínház - A Pecsenyehattyú és más mesék)
  - Legjobb zenés szórakoztató előadás: Bozsik Yvette (Centrál Színház - Kabaré)
  - Legjobb férfi főszereplő: Keresztes Tamás (Centrál Színház - Kabaré)

A színház művészei közül Bozsik Yvett-nek sikerült a jelölést, díjra váltani. A 31. díjkiosztó gála, amelyet Pelsőczy Réka rendezett, ez évben volt először nyilvános.
Ezen az eseményen adták át a Budapest Értékei Díjat. A Fővárosi Önkormányzat által alapított elismerést – amelyre a színikritikusok tesznek javaslatot – Zsámbéki Gábor vehette át.
- Tasnádi Bence (egyetemi hallgató) Gundel művészeti díj- Az évadban négy darabban is szerepet kapott[5]
- Kovács Lehel és Ötvös András: Junior Prima díj
- POSZT 2012 (Jelölés)
  - A filozófus
  - Nordost
- Jászai Mari-díj
  - Keresztes Tamás
  - Nagy Ervin
- Máthé Erzsi-díj: Ötvös András
- PUKK-díj: Czakó Klára
- Pálmai Anna: POSZT-A legjobb 30 év alatti színésznő
- A Vastaps Alapítvány díjai[6]
  - A legjobb rendezés: Zsámbéki Gábor (Kispolgárok)
  - A legjobb női főszereplő: Fullajtár Andrea
  - A legjobb férfi főszereplő: Keresztes Tamás
  - A legjobb női mellékszereplő: Pálmai Anna
  - A legjobb férfi mellékszereplő: Bán János
  - Különdíj: Kocsis Gergely